# Truist Atlanta Open 2021
Truist Atlanta Open 2021 byl tenisový turnaj pořádaný jako součást mužského okruhu ATP Tour, který se odehrával na otevřených dvorcích s tvrdým povrchem Sport Master v Atlantic Station. Probíhal mezi 24. července až 1. srpnem 2021 v americké Atlantě jako třicátý třetí ročník turnaje. V roce 2020 byl zrušen pro přerušení sezóny kvůli koronavirové pandemii. Po fúzi banky BB&T (Branch Banking and Trust Company) se skupinou SunTrust Banks za vzniku Truist Financial získal ročník 2021 nový oficiální název Truist Atlanta Open.
Událost představovala akci mužské části US Open Series 2021. Turnaj s rozpočtem 638 385 dolarů patřil do kategorie ATP Tour 250. Nejvýše nasazeným hráčem ve dvouhře se stal dvacátý druhý tenista světa Milos Raonic z Kanady, kterého ve druhém kole vyřadil pozdější americký finalista Brandon Nakashima. Jako poslední přímý účastník do hlavní singlové soutěže nastoupil 127. hráč žebříčku, Američen Jeffrey John Wolf .
Šestnáctý singlový titul na okruhu ATP Tour vybojoval Američan John Isner. Ve 36 letech se stal nejstarším americkým vítězem turnaje ATP od 37letého Jimmyho Connorse na Tel Aviv Open 1989. Jako první tenista pošesté triumfoval na Atlanta Open. Mezi americkými tenisty se stal třetím hráčem, který vyhrál šest trofejí na jediném turnaji, čímž navázal na  Samprase a Agassiho. Mezi aktivními tenisty k sezoně 2021 alespoň šestkrát na jedné akci triumfovali pouze Federer, Nadal a Djoković. Čtyřhru ovládl americko-italský pár Reilly Opelka a Jannik Sinner, jehož členové si odvezli titul již z prvního společného startu.

## Rozdělení bodů a finančních odměn

### Rozdělení bodů
| Soutěž  | vítězové | finalisté | semifinalisté | čtvrtfinalisté | 16 v kole | 32 v kole | Q  | Q2 | Q1 |
| ------- | -------- | --------- | ------------- | -------------- | --------- | --------- | -- | -- | -- |
| dvouhra | 250      | 150       | 90            | 45             | 20        | 0         | 12 | 6  | 0  |
| čtyřhra | 250      | 150       | 90            | 45             | 0         | —         | —  | —  | —  |

### Finanční odměny
| dvouhra                             | 54 535 $ | 39 100 $ | 27 840 $ | 18 555 $ | 11 930 $ | 7 175 $ | 3 505 $ | 1 825 $ |
| čtyřhra                             | 20 360 $ | 14 580 $ | 9 610 $  | 6 240 $  | 3 660 $  | —       | —       | —       |
| částka ve čtyřhře je uvedena na pár |          |          |          |          |          |         |         |         |

## Mužská dvouhra

### Nasazení
| Stát                             | Hráč           | ATP | Nasazení |
| -------------------------------- | -------------- | --- | -------- |
| Kanada                           | Milos Raonic   | 22. | 1.       |
| Itálie                           | Jannik Sinner  | 23. | 2.       |
| Spojené království               | Cameron Norrie | 30. | 3.       |
| USA                              | Reilly Opelka  | 32. | 4.       |
| USA                              | Taylor Fritz   | 37. | 5.       |
| USA                              | John Isner     | 39. | 6.       |
| Francie                          | Benoît Paire   | 49. | 7.       |
| Jižní Afrika                     | Lloyd Harris   | 51. | 8.       |
| Žebříček ATP k 19. červenci 2021 |                |     |          |

### Jiné formy účasti
Následující hráči obdrželi divokou kartu do hlavní soutěže:
- Trent Bryde
- Milos Raonic
- Jack Sock

Následující hráč nastoupil pod žebříčkovou ochranou:
- JJ Wolf

Následující hráč obdržel zvláštní výjimku:
- Brandon Nakashima

Následující hráči postoupili z kvalifikace:
- Jevgenij Donskoj
- Bjorn Fratangelo
- Peter Gojowczyk
- Christopher O'Connell

### Odhlášení
před zahájením turnaje
- Grigor Dimitrov → nahradil jej  Jasutaka Učijama
- Jegor Gerasimov → nahradil jej  Mackenzie McDonald
- Sebastian Korda → nahradil jej  Denis Kudla
- Adrian Mannarino → nahradil jej  Ričardas Berankis
- Tommy Paul → nahradil jej  Andreas Seppi
- Guido Pella → nahradil jej  Kevin Anderson

## Mužská čtyřhra

### Nasazení
| Stát                                                                        | Hráč           | Stát               | Hráč               | ATP  | Nasazení |
| --------------------------------------------------------------------------- | -------------- | ------------------ | ------------------ | ---- | -------- |
| Spojené království                                                          | Luke Bambridge | Spojené království | Ken Skupski        | 124. | 1.       |
| Izrael                                                                      | Jonatan Erlich | Mexiko             | Santiago González  | 124. | 2.       |
| Pákistán                                                                    | Ajsám Kúreší   | Indie              | Divij Šaran        | 138. | 3.       |
| Austrálie                                                                   | Matthew Ebden  | Austrálie          | John-Patrick Smith | 147. | 4.       |
| Žebříček ATP k 19. červenci 2021; číslo je součtem umístění obou členů páru |                |                    |                    |      |          |

### Jiné formy účasti
Následující páry obdržely divokou kartu do hlavní soutěže:
- Keshav Chopra /  Andres Martin
- Nick Kyrgios /  Jack Sock

## Přehled finále

### Mužská dvouhra
- John Isner vs.  Brandon Nakashima, 7–6(10–8), 7–5

### Mužská čtyřhra
- Reilly Opelka /  Jannik Sinner vs.  Steve Johnson /  Jordan Thompson, 6–4, 6–7(6–8), [10–3]